# Esdras González
Esdras Israel González Rodríguez (ur. 29 grudnia 1992 w Managui) – nikaraguański piłkarz występujący na pozycji bramkarza, od 2023 roku zawodnik Diriangén.